# Присілок санаторію «Нагорне»
Присілок санаторію «Нагорне» (рос. Деревня санатория «Нагорное») — присілок в Кіровському районі Калузької області Російської Федерації.
Населення становить 541 особу. Входить до складу муніципального утворення Село Воскресенськ.

## Історія
Від 2004 року входить до складу муніципального утворення Село Воскресенськ.

## Населення
| 2002 | 2010 |
| ---- | ---- |
| 451  | ↗541 |